# Laid to Rest
Laid to Rest es una película estadounidense de 2009 dirigida por Robert Hall y protagonizada por Bobbi Sue Luther, Sean Whalen, Thomas Dekker, Lucas Till y Jana Kramer.

## Trama
Una historia aterradora de una chica joven que despierta en un ataúd con una lesión traumática en la cabeza y no tiene memoria de su identidad. Rápidamente se da cuenta de que fue secuestrada por un asesino en serie y debe sobrevivir en un pueblo rural aislado en la noche y ser más astuta que el asesino, quien está determinado a terminar lo que comenzó.

## Elenco
- Nick Principe como Chromeskull/Jesse Cromeans.
- Bobbi Sue Luther como La Chica/Princesa Gemstone.
- Kevin Gage como Tucker Smith.
- Lena Headey como Cindy Smith.
- Sean Whalen como Steven.
- Richard Lynch como Mr. Jones
- Johnathon Schaech como Jonny.
- Thomas Dekker como Tommy.
- Anthony Fitzgerald como Anthony.
- Jana Kramer como Jamie.
- Lucas Till

## Secuela
Robert Hall ha dicho en una entrevista que tiene planes para una secuela y posible precuela. La secuela titulada Chromeskull: Laid to Rest 2, que se estrenó en el 2011 respectivamente y la precuela llamada Lait to Rest 3: Conception.